# Bernard Bertrand
Bernard Bertrand, né le 17 septembre 1955, est un écrivain français.  
Il est l'auteur d’une collection de livres ethnobotaniques (Le compagnon végétal), c’est un fervent défenseur de la cause des plantes et des causes écologiques. Il milite pour dénoncer les dérives de l’agriculture industrielle et transmettre des usages traditionnels des plantes et la sauvegarde des écosystèmes ruraux.

## Biographie
Né dans une famille d'agriculteurs, le 17 septembre 1955, en Charente-Maritime, Bernard Bertrand s'installe après un BTS protection de l'environnement (à Neuvic) dans une ferme abandonnée près d'Aspet. Il se met à l'écriture en 1993, d'abord en auto-publiant des ouvrages d'ethnozoologie (grue, moineau), puis (1995) sur des plantes méconnues avec Le Compagnon végétal. 
Il créait en 1999 les éditions de Terran, puis en 2015 Terran magazines qui publient Le Lien créatif (vannerie) et Abeilles en Liberté (pollinisateurs). 

## Publications
Il a notamment publié :
- 1993, Un jour la route des grues a croisé celle des hommes
- de 1995 à 2020, Le Compagnon végétal (22 titres parus, les 3 derniers avec Eliane Astier.
- Merveilleux Joncs (n° 22 du CV)
- Glaner algues, fruits de mer et plantes sauvages & Glaner dans les Pyrénées (Tétras édition et éd. de Terran)
- Guide du travail manuel du bois et le bois l'outil, le geste
- Bestiaire sauvage
- Les Confitures solaires et comment fabriquer un four solaire, avec Maurice Chaudière
- Quatre grands Herbiers (chez Plume de carotte) : oublié, boisé, toxique, érotique et Le Grand Livre des ressources végétales
- Le rêve de Nils Holgerson, coffret avec "Le ballet des grues, de Vincent Munier et Alain Salvi
- Le génie du sol vivant, avec Victor Renaud
- Art de vie sauvages avec Kim Pasche
- Collection "Petites histoire" avec l'illustratrice Eliane Haroux-Métayer (10 titres parus)
- collection "Plantes et légendes", avec l'illustratrice Coline Gey (6 titres parus)
- Ruches de biodiversité